# Шерозия, Аполлон Епифанович
Аполло́н Епифа́нович Шеро́зия (23 июня 1927, с. Ушапати, Грузинская ССР — 1981) — грузинский философ

 и психолог.

## Биография
В 1951 году окончил Тбилисский университет. В 1954 году аспирантуру АН Грузинской ССР. В 1955—1960 годах работал научным сотрудником Института философии Академии наук Грузинской ССР. С 1960 года преподавал философию в Тбилисском университете, а также по совместительству работал в Институте психологии им. Д. Н. Узнадзе АН ГССР. В 1962 г. защитил кандидатскую. Доктор философских наук (с 1967). Профессор Тбилисского университета (с 1968). Член Германской академии психоанализа (1979). Один из инициаторов и организаторов Тбилисского симпозиума по проблеме бессознательного (1979). Вместе с А. С. Прангишвили и Ф. В. Бассиным был редактором трехтомной коллективной монографии «Бессознательное: природа, функции, методы исследования».

## Сочинения
- Разносферные закономерности психики и проблема бессознательного // Труды Ин-та философии АН ГССР. — 1957. — Т. 7.
- Опыт обоснования новой теории психики и проблема бессознательного (установки). — Тбилиси, 1963.
- Философская мысль Грузии в первой четверти 20 века. — Тбилиси: Изд-во АН Грузинской ССР. 1963. — 302 с.
- Предмет философии языка (Некоторые вопросы) // Тр. / Тбилисский ун-т. Серия философских наук. — 1964. — Т. 92.
- К проблеме сознания и бессознательного психического. Опыт исследования на основе данных психологии установки. — Т. 1. — Тбилиси, 1969.
- К проблеме сознания и бессознательного психического. Опыт интерпретации и изложения общей теории. — Т. 2. — Тбилиси, 1973.
- Психика. Сознание. Бессознательное. К обобщенной теории психологии. — Тбилиси: Мецниереба, 1979. — 172 с.